# Johannes Esser
Johannes Fredericus Samuel Esser, kortweg Jan Esser (Leiden, 13 oktober 1877 - Chicago, 3 augustus 1946) was een Nederlandse chirurg, schaker en kunstverzamelaar.

## Biografie

### Persoonlijk leven
Johannes Esser werd in 1877 geboren als zoon van Jan Esser en Jannetje Boekee. Samen met zijn zus Elisabeth werd hij grotendeels opgevoed door de buurman, melkhandelaar Leen Spruyt. Esser trouwde in 1912 met Olga Hazelhoff Roelfzema (1889-1924). Ze hadden twee dochters (Elisabeth en Carla) en een zoon (Maarten). Olga overleed in 1924. Esser hertrouwde vijf jaar later met Aleida de Koning, met wie hij vier dochters kreeg: Rocquereyne, Boduina, Annie en Olga.

### Chirurg

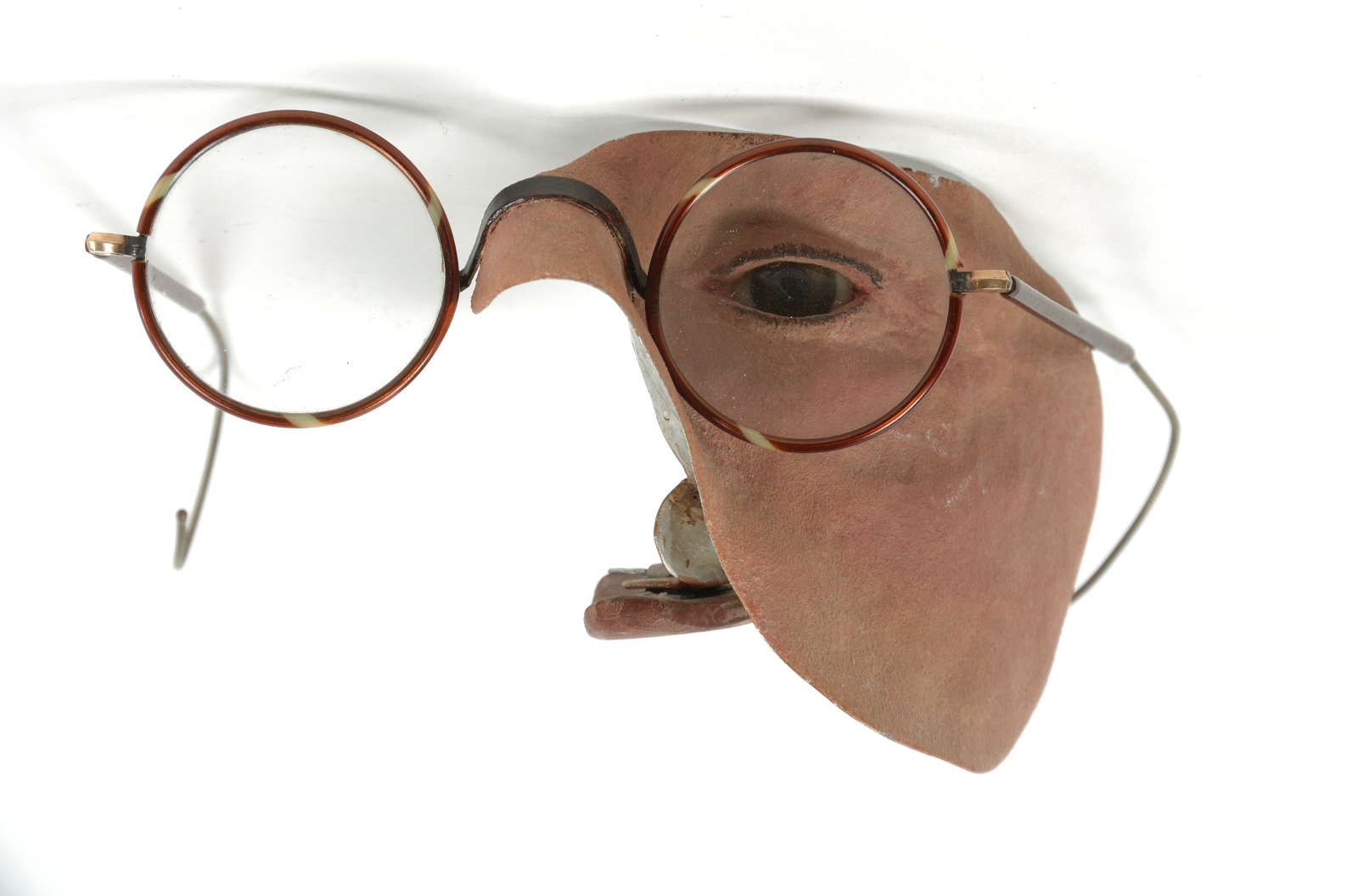
Prothese voor een gezichtsreconstructie met jukbeen, oog en bril uit 1920 en 1921

Esser studeerde vanaf 1897 aan de Rijksuniversiteit Leiden voor arts. Tijdens zijn artsenstudie hielp hij zijn zus bij haar studie tandheelkunde waarna hij eveneens het theoretische examen van de laatstgenoemde opleiding behaalde. Hij vestigde zich in eerste instantie als huisarts. In 1913 stopte hij met zijn huisartsenpraktijk en ging hij aan de Rijksuniversiteit Utrecht algemene chirurgie studeren. Daarbij specialiseerde hij zich in de maxillo-faciale chirurgie, een specialisatie die zich bezighoudt met zeer ernstige aangeboren en toegebrachte gelaatsmisvormingen. Het min of meer herstellen van het gezicht door een huidtransplantatie toe te passen werd later dan ook zijn specialiteit.
Na praktijkervaring in diverse Rotterdamse ziekenhuizen te hebben opgedaan vertrok hij naar Parijs om zich daar verder te bekwamen. In Parijs volgde hij ook een spoedcursus oorlogschirurgie. Na het uitbreken van de Eerste Wereldoorlog in 1914 trachtte hij oorlogschirurg bij de Britten en de Fransen te worden maar deze wezen hem af. Na nog enige tijd in Nederland te hebben gewerkt (o.a. als tandarts) werd hij in 1915 oorlogschirurg aan het front in het Tsjechische Brno. In de daarop volgende jaren werkte hij achtereenvolgens in Wenen, Boedapest en Berlijn. Esser behandelde duizenden oorlogsgewonden die vanwege hun gruwelijke verminkingen in kampen werden opgeborgen. In de Eerste Wereldoorlog is de basis van de plastische en reconstructieve chirurgie gelegd; Esser werd toentertijd als een groot deskundige op dit gebied beschouwd. Voor wat betreft de Nederlandse situatie op dit gebied wordt hij als de grondlegger van deze tak van chirurgie gezien.
Na de oorlog had hij een aantal jaren een particuliere praktijk in Berlijn maar vanwege een fiscale kwestie vertrok hij in 1924 weer naar Nederland. Omdat hij in Nederland zijn opleiding niet had voltooid, kon hij als chirurg geen betrekking krijgen en ging hij daarom in zaken en kunst.
De jaren daarna probeerde hij een idealistisch plan te verwezenlijken, de Chirurgische vrijstaat: een klein zelfstandig 'eilandje' waar men zich bezig zou kunnen houden met plastische chirurgie. Om dit plan te realiseren reisde hij half Europa af en belandde hij uiteindelijk in de Verenigde Staten. Door een ongelukkige beursspeculatie raakte hij in één keer al zijn geld kwijt. Om in zijn bestaan te voorzien toerde hij daarna door de VS waarbij hij allerlei lezingen gaf. Ook begon hij aan zijn memoires; ondertussen ging hij lichamelijk en geestelijk achteruit en vlak na de Tweede Wereldoorlog overleed hij door een probleem aan zijn hart.

### Schaker

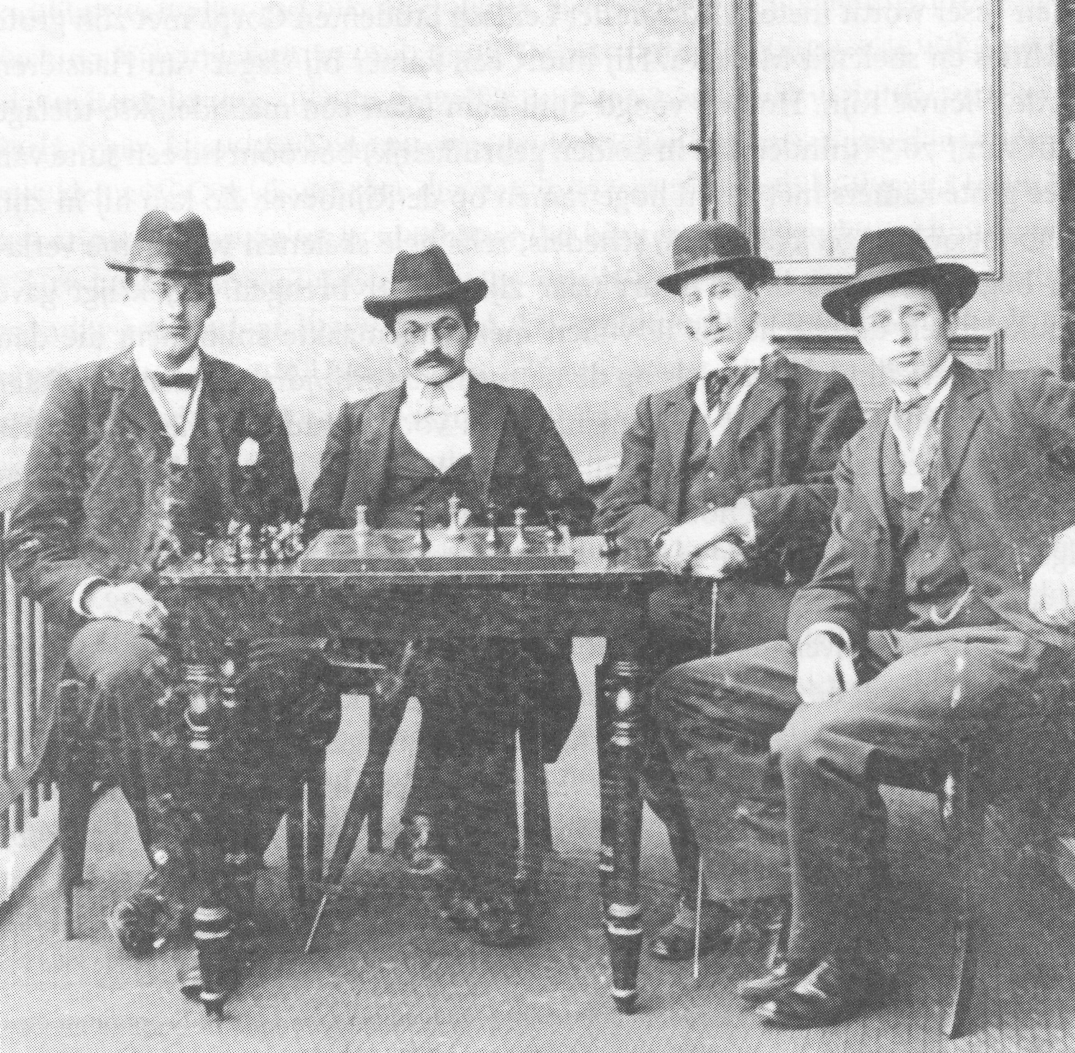
Esser als voorzitter van Studentenschaakvereniging Alapin (1893-1901) te Leiden, rechts van Emanuel Lasker (tweede van links), die te gast was bij de vereniging.

Esser was ook een bekwaam schaker. In zijn jeugd leerde hij schaken, een denksport die hij graag beoefende.
Als scholier aan de hogereburgerschool richtte hij met een aantal vrienden in 1893 de schaakvereniging Morphy op. Later, als student, richtte hij in 1897 de studentenschaakvereniging Alapin op en was hij hiervan de voorzitter. In het eerste levensjaar van deze vereniging organiseerde hij een evenement rondom de Duitse wereldkampioen schaken Emanuel Lasker.
In de periode 1908-1909 was Esser voorzitter van de Schaakbond en hij heeft jarenlang in de redactie van Het tijdschrift, het orgaan van de bond, gezeten.
Als speler heeft hij in de loop der jaren roem gemaakt: In 1896 speelde hij simultaan in Delft. In 1910 versloeg hij David Janowski in Parijs met 2.5-0.5. Esser nam in 1909 en in 1912 deel aan het NK Schaken, in 1912 eindigde hij als tweede. Op het Nederlands kampioenschap schaken 1913 versloeg hij regerend kampioen Rudolf Loman in een match om de titel met 3.5-0.5 waarna hij zich Nederlands schaakkampioen mocht noemen. Essers beste historische Elo-rating was 2570, in september 1913.

### Kunstverzamelaar
Esser was ook een groot kunstverzamelaar, die werk verzamelde van onder andere George Breitner, Leo Gestel, Piet van der Hem, Isaac Israels, Piet Mondriaan en Jan Sluijters. In het Singer-museum te Laren werd van 13 december 2005 tot 28 april 2006 een overzichtstentoonstelling gehouden van zijn collectie.

## Publicaties

### Publicaties van Johannes Esser
- J.F.S. Esser: Die Rotation der Wange und allgemeine Bemerkungen bei chirurgischer Gesichtsplastik. Leipzig, Vogel, 1918
- J.F.S. Esser: Artery Flaps. Antwerp, De Vos-Van Kleef, 1926 (herdruk 1932). Herdruk 2003: Erasmus Publishing Rotterdam, ISBN 9052351600
- Biologische lappen van Esser (naar "Lambeaux biologiques de la face" de Esser par prof. Jean-Louis Faure, bew. in het Nederlandsch met omstreeks 1000 beelden door J.G. Remynse). Leiden, Brill, 1938

### Publicaties over Johannes Esser
- Barend Haeseker: Dr. J. F. S. Esser and his influence on the development of plastic and reconstructive surgery / Dr. J.F.S. Esser en zĳn invloed op de ontwikkeling der plastische en reconstructieve chirurgie. Proefschrift Erasmus Universiteit Rotterdam, 1983. Geen ISBN
- Ton Neelissen: Het tomeloze leven van Johannes Esser. Amsterdam, Uitgeverij Balans, 2002. ISBN 90-5018-572-X
- Mayken Jonkman & Jacqueline de Raad: De onstuitbare verzamelaar J.F.S. Esser: Mondriaan Breitner Sluijters e.a.. Zwolle, Waanders, 2005. ISBN 90-400-9123-4
- David de Poel: Ik wil koning zijn: De lotgevallen van het genie Johannes Esser. Amsterdam, Uitgeverij Prometheus, 2024. ISBN  97-890-446-4827-0